# Bf 162轟炸機
梅塞施密特Bf 162（Messerschimitt Bf 162）是一架德國於二次大戰前設計出的一架原型轟炸機。
Bf 162是根據帝國航空部（德語：Reichsluftfahrtministerium）於1935年的指示設計的。官方要求設計一架戰術用高速轟炸機（schnellbomber）。梅塞施密特根據指示修改了Bf 110戰鬥機，在上面機鼻上加裝了一個玻璃圓罩，讓投彈手能在裡面投彈。1937年三架原型機和競爭對手的飛機－Ju 88轟炸機和Hs 127轟炸機一起接受評選，結果Ju 88雀屏中選。Bf 162的開發就此告一段落。

## 性能諸元
基本信息
- 机组：3名（駕駛、機尾機槍手、投彈手/巡航員）

性能
武器

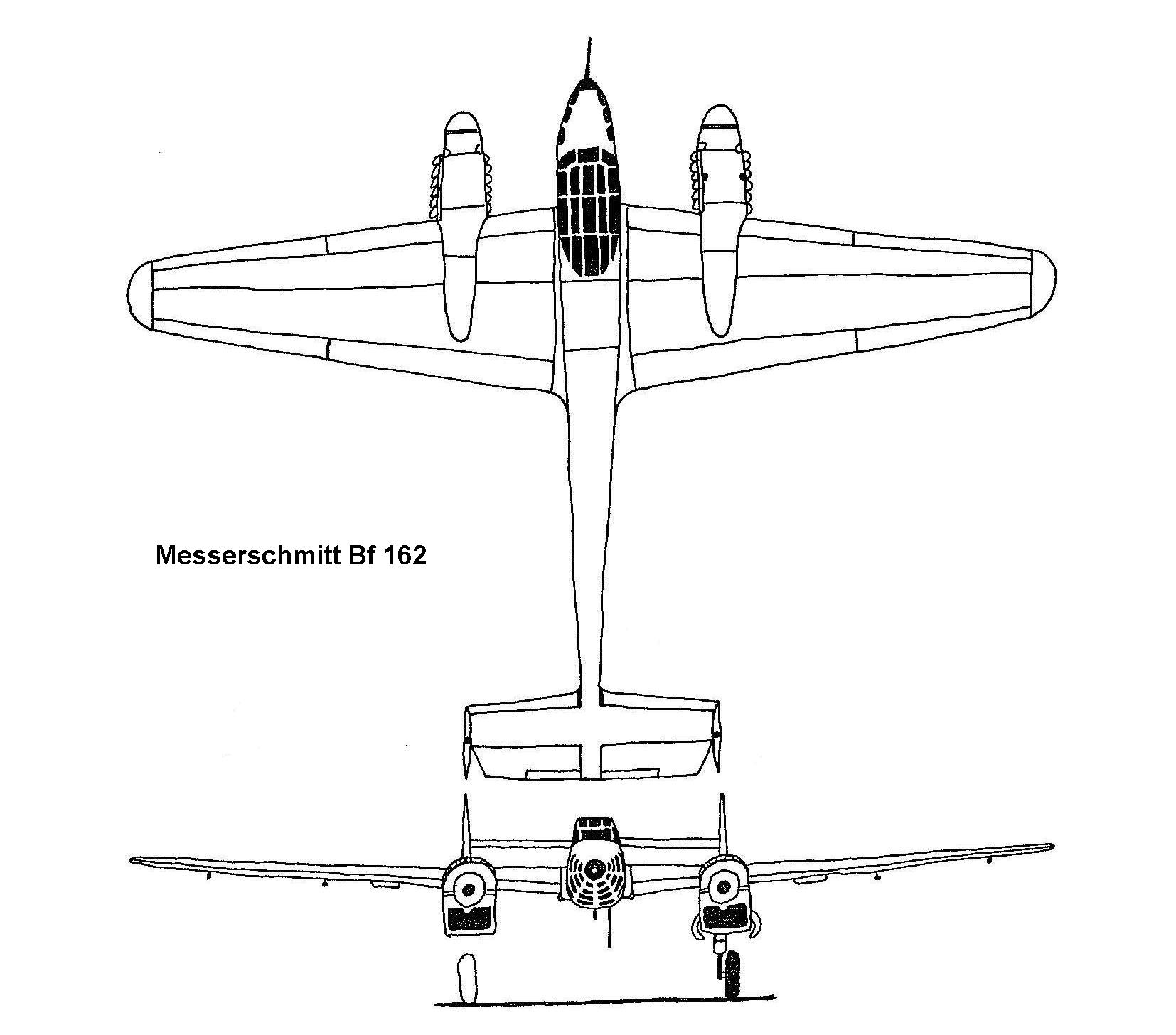
Messerschmitt Bf 162

- 10 × 50 kg (110 lb) bombs

## 相關連結
1919年－1945年德國軍用飛機列表